# Cemento de El Salvador
Cemento de El Salvador S.A. (kurz: CESSA) ist das größte Zement- und Baustoffunternehmen in El Salvador. 
CESSA wurde am 17. Oktober 1949 in Acajutla, Departamento Sonsonate gegründet. Am  5. Januar 1953  wurde der erste Drehrohrofen in Betrieb genommen und im März des gleichen Jahres begann der Verkauf von Zement. Im Juli 1956 ging Ofen Nr. 2 in Produktion und die Produktionskapazität konnte um mehr als 2 Millionen Säcke Zement pro Jahr erweitert werden. 
Im Jahr 1965 begann die Produktion von Zement in Metapán. 1967 ging Ofen Nr. 3 in Betrieb und man produziert mehr als 7 Millionen Säcke pro Jahr. April 1979 erfolgte die Erweiterung mit dem Bau der Anlage 4. Im Oktober 1997 begann der Bau der Anlage 5.
1998 erfolgte eine strategische Allianz mit der Schweizer Cementfabrik Holderbank-Wildegg AG in  Holderbank, heute Holcim Ltd. einer der weltweit größten Zementproduzenten mit Hauptsitz in Rapperswil-Jona in der Schweiz. 2005 war Holcim mit 50 % an der Cemento de El Salvador beteiligt. Zu diesem Zeitpunkt waren bei CESSA bereits 500 Mitarbeiter beschäftigt. 2009 hatte das Schweizer Unternehmen einen Anteil von 90 %.
2010 wurde Holcim als Markenname übernommen. Nach einem Integrationsprozess von über 12 Jahren wurde der Markenname  Holcim Cessa Portland eingeführt.
Holcim El Salvador betreibt heute:
- 2 Zementwerke in  Santa Ana
- 3 Betonwerke in  Santa Tecla und  in  San Miguel, mit einer Flotte von rund 80 Betonmischfahrzeugen
- 1 Zentrum für Abfallverwertung und  Müllverbrennung mit angeschlossenem Kraftwerk in Metapán
- 1 Papierfabrik zur Herstellung von Zementsäcken in Metapán